# Hysterolecitha rosea
Hysterolecitha rosea är en plattmaskart. Hysterolecitha rosea ingår i släktet Hysterolecitha och familjen Hemiuridae. Inga underarter finns listade i Catalogue of Life.